# Велц
Велц (рум. Velț) — село у повіті Сібіу в Румунії. Входить до складу комуни Базна.
Село розташоване на відстані 245 км на північний захід від Бухареста, 51 км на північ від Сібіу, 79 км на південний схід від Клуж-Напоки, 121 км на північний захід від Брашова.

## Населення
За даними перепису населення 2002 року у селі проживали 627 осіб.
Національний склад населення села:
| Національність | Кількість осіб | Відсоток |
| -------------- | -------------- | -------- |
| румуни         | 344            | 54,9%    |
| цигани         | 269            | 42,9%    |
| угорці         | 14             | 2,2%     |

Рідною мовою назвали:
| Мова      | Кількість осіб | Відсоток |
| --------- | -------------- | -------- |
| румунська | 345            | 55,0%    |
| циганська | 268            | 42,7%    |
| угорська  | 14             | 2,2%     |